# Przybysław Dyjamentowski
Przybysław Dyjamentowski herbu Dryja, ps. „Mutyna”, znany również jako Przybysław Dyamentowski (ur. 1694, zm. 1774) – polski historyk, fałszerz dyplomów, rodowodów i kronik.

## Życiorys
Urodził się w roku 1694. W wieku dojrzałym tytułował się stolnikiem urzędowskim. Mieszkał prawdopodobnie w Warszawie. Jego główną profesją było fałszowanie wywodów genealogicznych i kronik. Zmarł w roku 1774.

### Twórczość
Pisał pseudohistoryczne utwory, twierdząc potem, że to dzieła znanych pisarzy starożytnych lub średniowiecznych, czy wręcz wymyślając autorów. Pozostawił w rękopisie liczne sfabrykowane genealogie rodowe oraz apokryficzne kroniki rzekomych wczesnośredniowiecznych polskich kronikarzy: Wojana, Prokosza, Kagnimira, Boczuli, Jardo i Świętomira. Najbardziej znana Kronika Prokosza wydana została drukiem w 1825 roku przez Hipolita Kownackiego.

### Ważniejsze fałszerstwa
- Kronika polska przez Prokosza w wieku X napisana, z dodatkami z kroniki Kagnimira pisarza XI wieku i z przypisami krytycznymi komentatora wieku XVIII pierwszy raz wydrukowana, z rękopisma nowo wynalezionego (wyd. H. Kownacki, nakładem F. Morawskiego), Warszawa 1825; przekł. łaciński: H. Kownacki Prokosz, Chronicon Slavo-Sarmaticum saeculi X scriptoris, atque de origine Toporeorum, ex libris Zolavi et Kagnimiri saeculi XI scriptoprum excerpta, Warszawa 1827
- Kagnimir, to jest dzieje pierwszych czterech królów chrześcijańskich w Polsce w wieku XI pisane, z „Historii polskiej” Długosza przedrukowane, z tłumaczeniem polskim i aneksami (wyd. H. Kownacki), Warszawa 1826; przekł. łaciński: Warszawa 1826
- Kronika wieku XII, czyli dzieje Władysława I, Bolesława III, Władysława II i Bolesława IV, monarchów polskich, z księgi IV i V kompilacji Długosza wytłumaczone (wyd. H. Kownacki), Warszawa 1831
- Trzech kronik polskich najdawniejszych wydrukowanych w latach 1825 i 1831 dokończenie.
  - 1: Kroniki Prokosza rozdział VII, opisujący dzieje Mieczysława I, księcia polskiego
  - 2: Wyjątki z Kroniki saskiej Dythmara dziejów Bolesława I, króla polskiego, opuszczonych w kronice Kagnimira
  - 3: Kroniki wieku XII część wtóra, opisująca dzieje Władysława II i Bolesława IV, monarchów polskich

Rękopis przygotowany do druku przez H. Kownackiego, zachowany w Bibliotece Narodowej, nr akc. 6940 (Archiwum Wilanowskie, sygn. 218).
Pełniejszy wykaz dokonanych i zamierzonych fałszerstw Dyamentowskiego podaje Kownacki na s. 246–264 dzieła Kronika polska przez Prokosza w wieku X napisana, z dodatkami z kroniki Kagnimira pisarza XI wieku i z przypisami krytycznymi komentatora wieku XVIII pierwszy raz wydrukowana, z rękopisma nowo wynalezionego.